# 蘇萊浦口駅
蘇萊浦口駅（ソレポグえき）は大韓民国仁川広域市南洞区論峴洞にある、韓国鉄道公社（KORAIL）水仁・盆唐線の駅。駅番号はK261。

## 歴史
- 1937年8月5日 - 蘇萊駅（ソレえき）として開業[1]。
- 1983年10月1日 - 乙種代売所に指定。
- 1992年7月20日 - 松島 - 蘇萊間の廃止により水仁線の終着駅となる[2]。
- 1994年9月1日 - 水仁線廃線により駅廃止[3]。
- 2012年6月30日 - 水仁線の再開業により「蘇萊浦口駅」として再開[4]。
- 2020年 9月12日 - 水仁線と盆唐線との直通運転に伴い当駅は水仁・盆唐線の駅となる。また、駅番号がK253からK261に変更。

## 駅構造

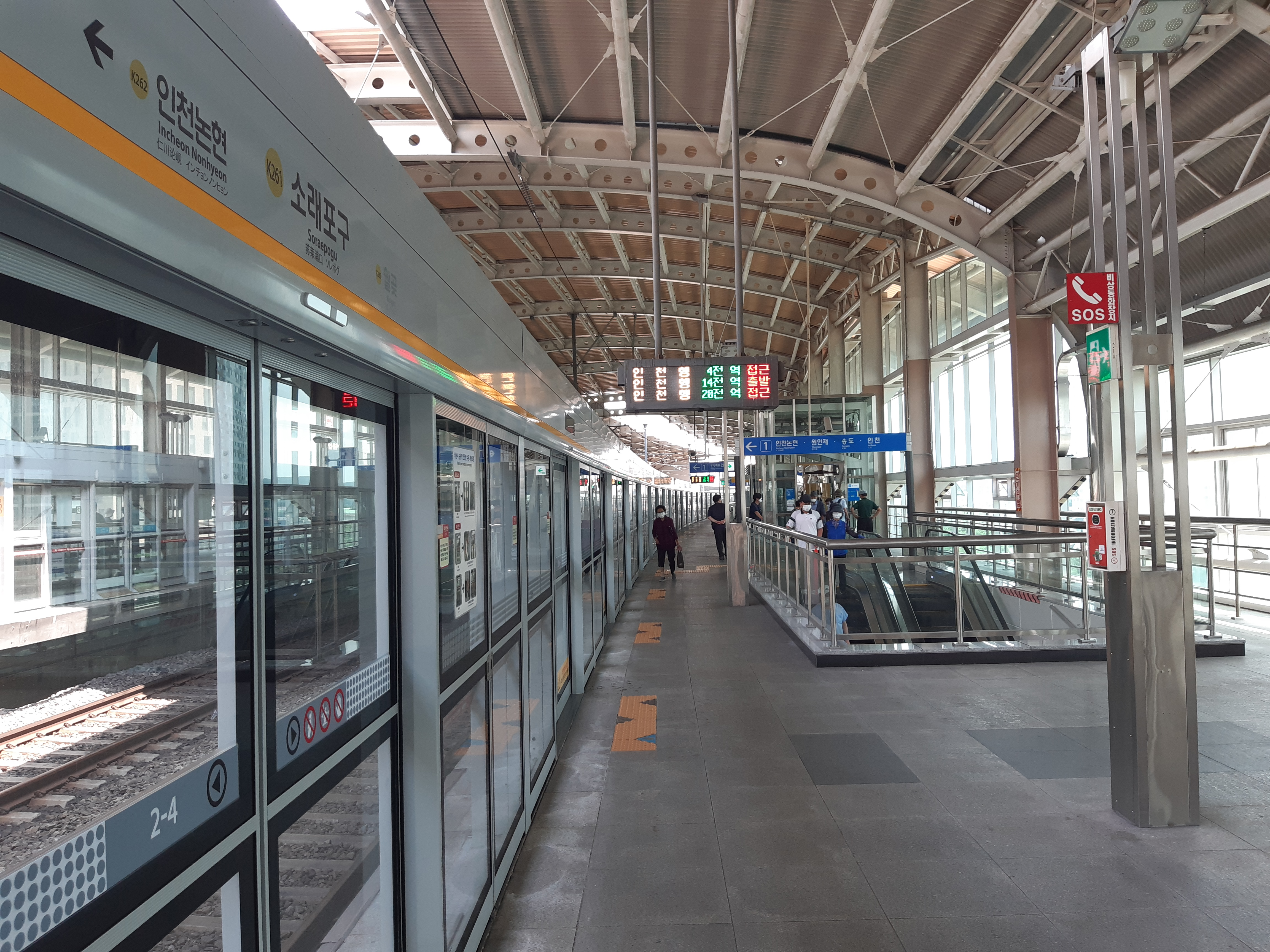
プラットホーム（2021年8月3日）

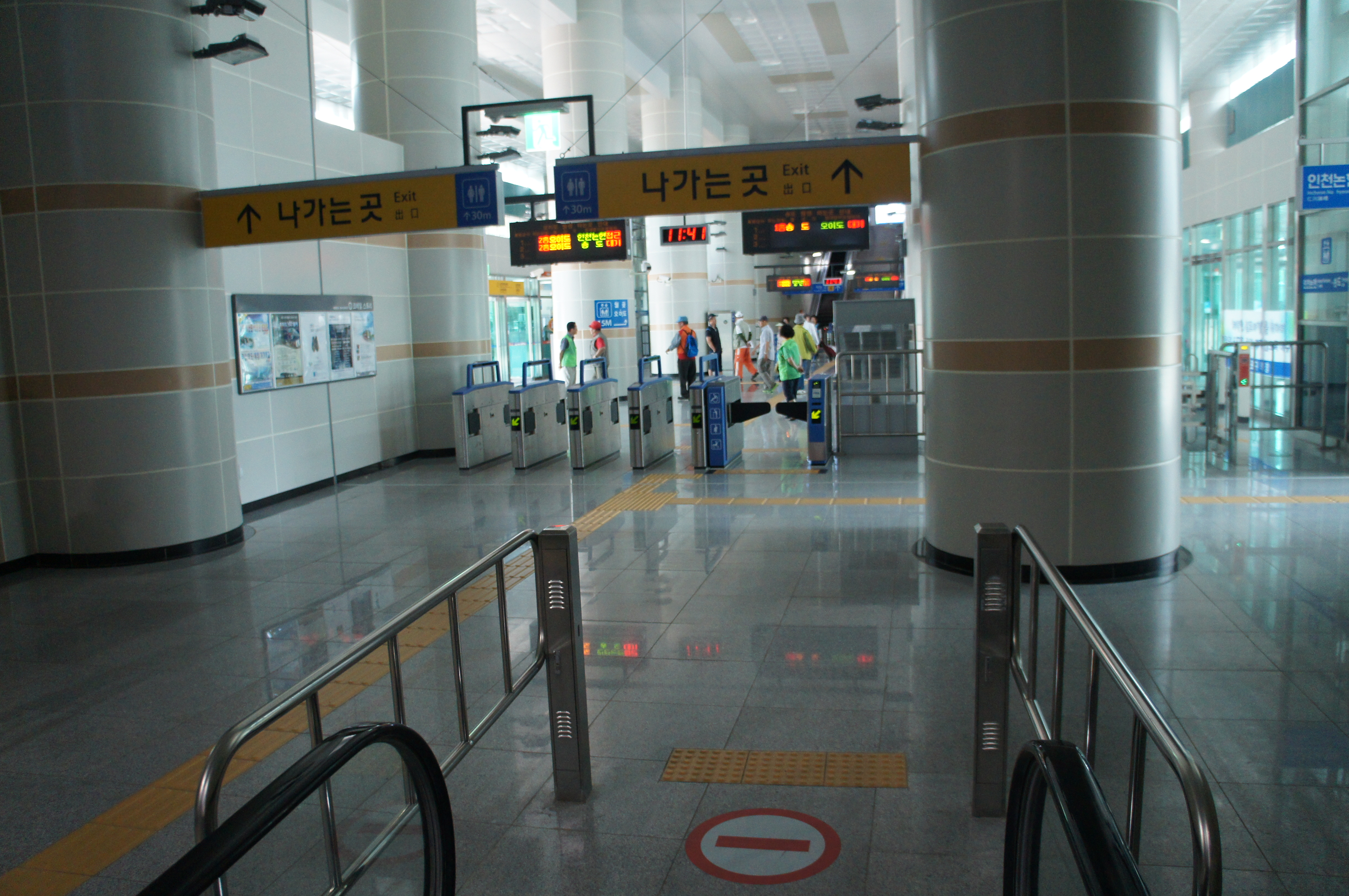
改札口（2013年7月19日）

相対式ホーム2面2線の高架駅。

### のりば
| 1 | 水仁・盆唐線 | 仁川論峴・松島・仁川方面 |
| 2 | 水仁・盆唐線 | 月串・水原・往十里方面   |

## 利用状況
近年の一日平均利用人員推移は下記のとおり。
なお、2012年は開業日の6月30日から12月31日までの185日間の平均である。
| 路線         | 路線     | 2010年 | 2011年 | 2012年 | 2013年 | 2014年 | 2015年 | 2016年 | 2017年 | 2018年 | 2019年 | 出典  |
| ------------ | -------- | ------ | ------ | ------ | ------ | ------ | ------ | ------ | ------ | ------ | ------ | ----- |
| 水仁・盆唐線 | 乗車人員 | 未開業 | 未開業 | 3,565  | 3,966  | 4,851  | 4,953  | 5,602  | 5,526  | 5,276  | 5,370  | [ 5 ] |
| 水仁・盆唐線 | 降車人員 | 未開業 | 未開業 | 3,486  | 3,857  | 4,733  | 4,737  | 5,384  | 5,301  | 5,057  | 5,134  | [ 5 ] |
| 路線         | 路線     | 2020年 | 2021年 | 2022年 |        |        |        |        |        |        |        |       |
| 水仁・盆唐線 | 乗車人員 | 4,233  | 5,018  | 5,484  |        |        |        |        |        |        |        |       |
| 水仁・盆唐線 | 降車人員 | 4,095  | 4,903  | 5,287  |        |        |        |        |        |        |        |       |

## 駅周辺
- 蘇萊浦口港（朝鮮語版）
- 蘇萊浦口総合魚市場（朝鮮語版）
- 蘇萊塩田（朝鮮語版）
- 彌鄒忽外国語高等学校（朝鮮語版）
- 仁川古棧中学校（朝鮮語版）
- 仁川古棧高等学校（朝鮮語版）
- 仁川サリウル中学校（朝鮮語版）

## 隣の駅
韓国鉄道公社
水仁・盆唐線
急行
烏耳島駅 (K258) - 蘇萊浦口駅 (K261) - 仁川論峴駅 (K262)
緩行
月串駅 (K260) - 蘇萊浦口駅 (K261) - 仁川論峴駅 (K262)